# Marian Węclewicz

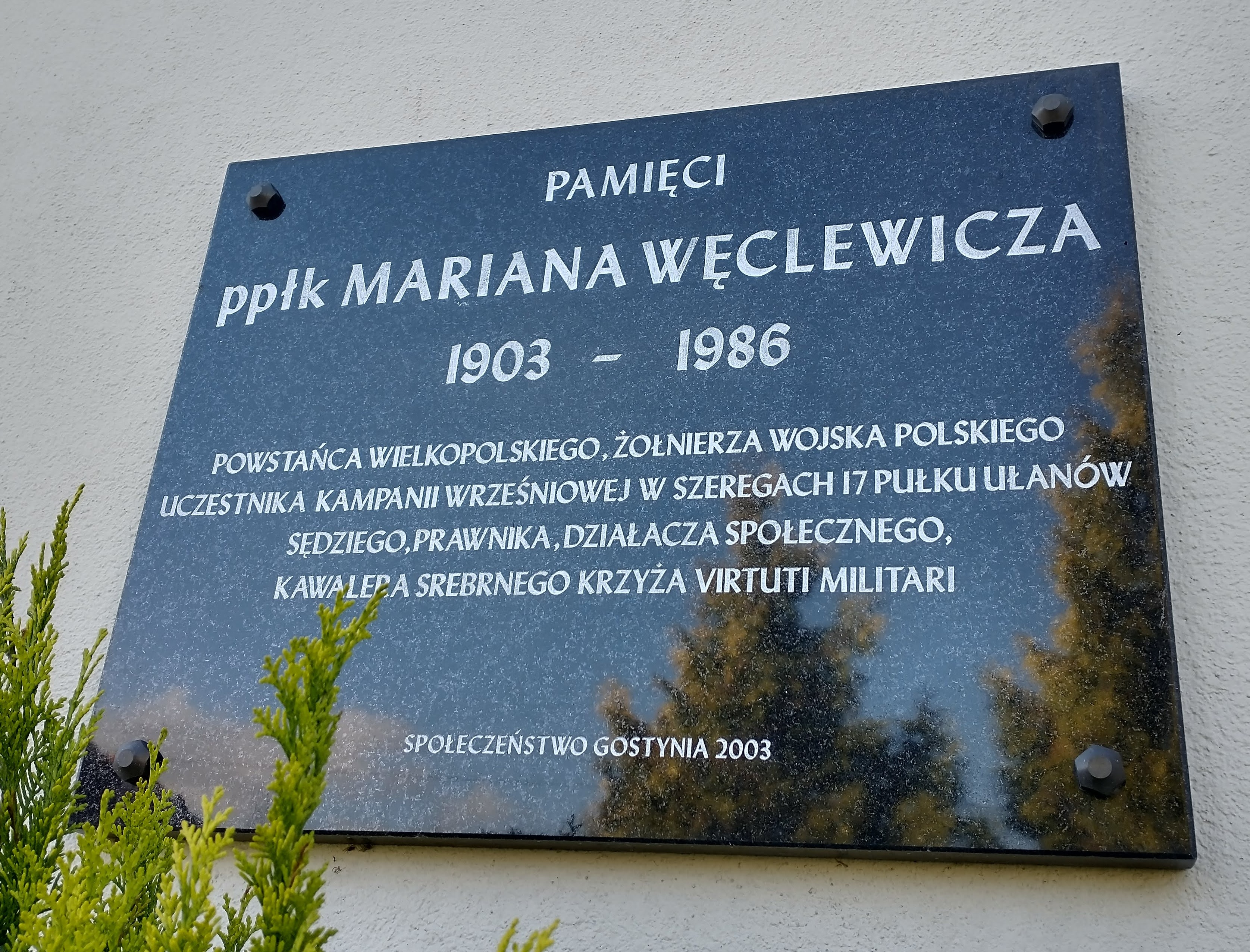
Tablica pamiątkowa na gmachu Sądu Rejonowego w Gostyniu

Marian Węclewicz (ur. 6 kwietnia 1903 w Czaczu, zm. 8 grudnia 1986) – podpułkownik Wojska Polskiego, powstaniec wielkopolski, uczestnik wojny polsko-bolszewickiej, adwokat, kawaler Orderu Virtuti Militari.

## Życiorys
Pochodził z rodziny nauczycielskiej, jako 15-latek walczył w powstaniu wielkopolskim. Jako ochotnik 15 Pułku Ułanów Wielkopolskich brał udział w wojnie polsko-bolszewickiej. W okresie międzywojennym ukończył studia na Wydziale Prawno-Ekonomicznym Uniwersytetu Poznańskiego.
28 października 1924 roku powołany został do odbycia czynnej służby wojskowej i skierowany do Szkoły Podchorążych Rezerwy Kawalerii w Biedrusku, którą ukończył w 1925 roku. W sierpniu 1926 roku został mianowany podporucznikiem ze starszeństwem z 1 lipca 1925 i 403. lokatą w korpusie oficerów rezerwy kawalerii. Po zakończeniu służby wojskowej pracował jako sędzia śledczy przy Sądzie Okręgowym w Gnieźnie. Na stopień porucznika został mianowany ze starszeństwem z 1 stycznia 1935 i 36. lokatą w korpusie oficerów rezerwy kawalerii.
W kampanii wrześniowej 1939 walczył jako dowódca I plutonu szwadronu karabinów maszynowych 17 Pułku Ułanów Wielkopolskich i dostał się do niemieckiej niewoli.
W 1945 roku podjął pracę w Polskiej Misji Repatriacyjnej, a od 1947 roku w Polskiej Misji Wojskowej dla Badania Zbrodni Wojennych.
W 1949 roku powrócił do kraju i osiadł na stałe w Gostyniu. Początkowo zakazano mu pracy w zawodzie prawniczym i dopiero w 1964 roku podjął praktykę adwokacką. Był współzałożycielem kół ZBoWiD w Gostyniu, Pępowie i Poniecu. Przez 12 lat był prezesem oddziału gostyńskiego, był także członkiem Zarządu Okręgu w Poznaniu. W latach 1969–1974 pełnił funkcję członka sądu koleżeńskiego przy Zarządzie Głównym ZBoWiD w Warszawie. Z jego inicjatywy w 1978 roku ukazała się drukiem monografia poświęcona dziejom wojennym 17 pułku ułanów. Był także jednym z fundatorów pomnika w Walewicach, który upamiętnia poległych tam w 1939 roku żołnierzy tego pułku. W 1972 roku awansował do stopnia majora, w 1982 r. na podpułkownika w stanie spoczynku. Od 1974 roku był na emeryturze.

## Ordery i odznaczenia
- Krzyż Srebrny Orderu Wojskowego Virtuti Militari[3]
- Krzyż Oficerski Orderu Odrodzenia Polski
- Krzyż Walecznych
- Medal Niepodległości
- Medal Pamiątkowy za Wojnę 1918–1921
- Medal za Warszawę 1939–1945
- Medal Zwycięstwa i Wolności 1945
- Medal Za udział w wojnie obronnej 1939
- Wielkopolski Krzyż Powstańczy
- Srebrny Medal Za zasługi dla obronności kraju
- Brązowy Medal Za zasługi dla obronności kraju
- Odznaka Za Zasługi w Rozwoju Województwa Poznańskiego
- Odznaka Za Zasługi dla Rozwoju Województwa Leszczyńskiego
- Odznaka Zasłużonego Działacza Związku Inwalidów Wojennych